# Словачка евангелистичка црква у Бијељини
Словачка евaнгеличка црква је протенстанска црква која се налази у улици Косовке дјевојке у Бијељини у Републици Српској у Босни и Херцеговини. Припада Сремском сениорату Словачке евангеличке цркве аугзбурше веросиповести у Србији као филија Шидске парохије коју, као свештеница, води mgr Ана Петровић (Anna Petrovićová)

## Историја
Словачка евaнгеличка црква спада у ред новоизграђених вјерских објеката у Републици Српској, Босни и Херцеговини. Црква је изграђена 2009. године и представља први вјерски објекат овакве врсте у Републици Српској. Цркава је изграђена захваљујући донацијама малобројних Словака који живе у граду Бијељини, Семберији, уз помоћ града Бијељине и Словачке амбасаде у БиХ, а коштала је 76.000 конвертибилних марака. Прву службу је предводила свештеница Олина Колар. У Бијељини од 2006. дијелује удружење Словака који окупља 60 чланова.